# Kopalnia w Falun
Kopalnia w Falun, Dawna kopalnia miedzi w Falun (szw. Falu koppargruva) – szwedzka kopalnia o historycznym znaczeniu, zamknięta w 1992.

## Rozwój
Wydobycie miedzi w Falun zaczęło się prawdopodobnie w IX wieku, natomiast okres od XIII wieku jest udokumentowany. Największy rozwój kopalni przypada na wiek XVII, kiedy to kopalnia dostarczała 2/3 światowego wydobycia miedzi. Pozyskiwana tam była nie tylko miedź, ale także złoto (był to największy wówczas wydobywca w Szwecji) i srebro (drugie miejsce w Szwecji).
Ponieważ jednak wydobycie odbywało się często w niezaplanowany sposób, nierzadko dochodziło do zawałów. W 1687 zapadła się większa część kopalni. Szczęśliwie miało to miejsce w środku lata, podczas jednego z największych świąt w Szwecji, przez co nikt nie ucierpiał. Teren wydobywczy kopalni (Stora Stöten) ma dzisiaj głębokość 95 m i szerokość 350 m. 
W XVIII wieku kopalnia straciła na znaczeniu, chociaż pozostała aż po XIX wiek ważnym producentem miedzi. Prace wydobywcze nadal miały miejsce w XX wieku, jednak pozyskiwana ruda składała się w 30% z siarki, w 5,5% z cynku, w 2% z ołowiu, a tylko w 0,4% z miedzi ze śladowymi ilościami złota i srebra. 
Dziś jest tam muzeum, a od 2001 roku kopalnia pod nazwą Strefa Górnicza Wielkiej Góry Miedzianej w Falun jest na liście światowego dziedzictwa UNESCO.
Produktem ubocznym kopalni jest czerwony pigment o nazwie czerwień faluńska, który stał się „szwedzką farbą narodową” i nadal jest wytwarzany.

### Literackie opracowania
Kopalnie stały się tematem dla niektórych niemieckojęzycznych autorów:
- Johann Peter Hebel, Unverhofftes Wiedersehen
- E.T.A. Hoffmann, Die Bergwerke zu Falun
- Hugo von Hofmannsthal, Das Bergwerk zu Falun
- Georg Trakl, Ellis-Gedichte
- Richard Wagner, libretto do dzieła Die Bergwerke zu Falun